# شوك الضب الترانسفالي
شوك الضب الترانسفالي (الاسم العلمي:Blepharis transvaalensis) هو نوع من النباتات يتبع جنس شوك الضب من الفصيلة الأقنتية.